# 袁古洁
袁古洁（1968年5月—），女，汉族，贵州遵义人，中华人民共和国政治人物。北京大学法学博士、教授。现任中共广东省委常委、政法委书记。

## 生平
1988年毕业于中山大学法律系法学专业。同年7月参加工作。1992年10月加入中国共产党。1993年取得中山大学法律系法学专业硕士学位；1997年取得北京大学法学院国际法专业博士，后进入华南师范大学政法系任教，曾任华南师范大学法学院院长、教授、博士生导师。
2006年12月，任广东省人大常委会法制工作委员会专职副主任；2011年10月，任中共阳江市委常委、宣传部部长（2014年3月到2015年1月在中央党校第14期青年干部培训二班学习）；2016年3月，任广东省人民检察院副检察长；2018年3月，任广东省民族宗教事务委员会主任；2018年10月，任中共广东省委统战部副部长，省民族宗教事务委员会主任。
2019年5月，任茂名市人民政府市长；2021年4月，任中共茂名市委书记。2022年5月，当选为中共广东省委常委。同年7月，兼任省委政法委书记。